# 오세정 (배우)
오세정(본명: 김양희, 1975년 2월 27일~)는 대한민국의 배우이다. 1975년 부산광역시 출생이며, 1995년 MBC 24기 공채 탤런트로 데뷔하였다.

## 학력
- 동의공업대학
- 덕문여자고등학교

## 출연(연기)

### 드라마
- 2011년: KBS 《KBS 드라마 스페셜 - 클럽 빌리티스의 딸들》
- 2010년: KBS 《사랑하길 잘했어》
- 2007년: MBC 《이산》
- 2007년: SBS 《내 남자의 여자》
- 2006년: MBC 《이제 사랑은 끝났다》
- 2005년: MBC 《MBC 베스트극장  - 스톡홀름 신드롬》
- 2005년: MBC 《가을 소나기》
- 2004년: KBS2 《달려라 울엄마》

### 영화
- 2002년: 화장실 어디에요?
- 2011년: 멋진 인생

### 뮤직비디오
- 2000년: 임창정 - 기쁜 우리
- 2000년: 부활 - 안녕